# Telecom 2D
Telecom 2D – satelita telekomunikacyjny, należący do publicznego francuskiego operatora telekomunikacyjnego France Télécom. 
Telecom 2D został wyniesiony na orbitę 8 sierpnia 1996. Pracował na orbicie geostacjonarnej (nad równikiem), początkowo na 5., a od 2000 roku na 8. stopniu długości geograficznej zachodniej. Od czerwca 2000 był dzierżawiony spółce Eutelsat. Od listopada 2006 z tego satelity nie była już prowadzona transmisja programów. W 2012 satelita został przesunięty na orbitę cmentarną znajdującą się około 450 km ponad orbitą geostacjonarną.